# Локалитет Градац
Локалитет Градац је локалитет у режиму заштите I степена, површине 19,51ha, на северним падинама НП Фрушка гора, окренутим Дунаву.
Налази се у ГЈ 3806 Андревље-Тестера-Хајдучки брег, одељење 20. Шуме на овом простору гнездилиште су Дугокљуног пузића и Беловрате мухарице. На Градцу се налази и археолошки локалитет.